# ليم كيم سان
ليم كيم سان (بالصينية: 林金山) (بالإنجليزية: Lim Kim San) هو سياسي سنغافوري، ولد في 30 نوفمبر 1916 في سنغافورة، وتوفي بنفس المكان في 20 يوليو 2006. حزبياً، نشط في حزب العمل الشعبي. وقد انتخب عضو ديوان الرعية ‏ وانتخب عضو مجلس الشعب السنغافوري.